# Heinrich Richter-Brohm
Wilhelm Heinrich „Heinz“ Friedrich Max Richter-Brohm (* 9. Januar 1904 in Kehl; † 12. April 1994 in Friedrichsdorf) war ein deutscher Jurist, Verwaltungsbeamter und Manager der Automobilindustrie. Richter-Brohm war unter anderem von 1933 bis 1934 in leitender Position beim Geheimen Staatspolizeiamt (Gestapa) in Berlin und von 1957 bis 1960 Vorstandsvorsitzender von BMW.

## Leben

### Jugend und Ausbildung
Richter-Brohm war der Sohn des preußischen Majors Richter. Durch die zweite Heirat seiner Mutter wurde er Adoptivsohn des Generalmajors Adolf Brohm (1854–1922). Nach dem Besuch von Vorschulen in Metz und Kiel sowie des Gymnasiums Ernestinum zu Gotha, das er zu Ostern 1922 mit dem Reifezeugnis verließ, studierte er bis zum Sommersemester 1925 Staats- und Rechtswissenschaften an den Universitäten Göttingen, Marburg und Lausanne. Während seines Studiums in Marburg wurde Richter-Brohm 1923 Mitglied des Corps Rhenania Straßburg zu Marburg. Zu seinen Corpsbrüdern zählte unter anderem der damals ebenfalls in Marburg studierende Rudolf Diels, der spätere erste Chef der Geheimen Staatspolizei (Gestapo). Als Student gehörte er – seiner Personalakte beim Justizministerium zufolge – zeitweise außerdem der Deutschvölkischen Freiheitspartei an.
Am 17. und 20. März 1926 bestand Richter-Brohm in Kassel die erste juristische Staatsprüfung mit dem Prädikat „ausreichend“, um anschließend den juristischen Vorbereitungsdienst im Bezirk des Kammergerichts zu beginnen. Während dieser Zeit promovierte er in Marburg beim späteren Reichsjustizminister Johann Viktor Bredt über das Thema Die Verschwiegenheitspflicht des Beamten zum Dr. jur. Das Doktordiplom vom 10. November 1927 trägt das Prädikat „rite“. Nachdem er am 2. Juli 1932 das Große Staatsexamen – angeblich an der Technischen Hochschule Berlin – mit dem Prädikat „vollbefriedigend“ abgelegt hatte, wurde er zum Gerichtsassessor mit Assessor- und Anwärterdienstalter vom 29. Juni 1932 ernannt.

### Zeit des Nationalsozialismus
Nach dem Bestehen der Großen Staatsprüfung wurde Richter-Brohm im Sommer 1932 dem Präsidenten des Kammergerichts zur Beschäftigung bei einem Amtsgericht zur Verfügung gestellt. In späteren Lebensläufen heißt es, er habe seine berufliche Laufbahn in diesem Jahr als Abteilungsleiter in der Preußischen Bau- und Finanzdirektion in Berlin begonnen: Seinen Personalakten lässt sich diesbezüglich nichts Genaues entnehmen. Dort ist lediglich vermerkt, dass Richter-Brohm sich zum Jahresende 1932 um Verwendung im Preußischen Verwaltungsdienst bewarb und dass im Dezember 1932 eine Beurlaubung zur Beschäftigung beim Kommissar für Osthilfe bis zum 14. Februar 1933 bewilligt wurde.
Als kurz nach der nationalsozialistischen „Machtergreifung“ im Frühjahr 1933 das Geheime Staatspolizeiamt (Gestapa) gegründet wurde, war Richter-Brohm einer der ersten Beamten, die in die neue Behörde versetzt wurden, an deren Spitze Rudolf Diels stand. Zu diesem Zweck wurde er ausweislich seiner Personalakte beim Reichsjustizministerium gemäß Verfügung vom 26. April 1933 zunächst vom 1. Mai bis zum 31. Juli 1933 aus dem Justizdienst zur probeweisen Beschäftigung in der Preußischen Verwaltung beurlaubt und in dieser dem Polizeipräsidium Berlin überwiesen. Die Beurlaubung wurde in der Folge zweimal verlängert: Am 17. November 1933 bis zum 31. Dezember 1933 und am 12. Januar 1934 bis zum 21. März 1934.
Gemäß dem Geschäftsverteilungsplan des Geheimen Staatspolizeiamtes vom 19. Juni 1933 leitete Richter-Brohm zu dieser Zeit das Dezernat VI („Agrarpolitik, Sozialpolitik, Funksachen; Politische Bewegungen Hannover, Sachsen, Schleswig-Holstein, Nationale Minderheiten, Saargebiet, Memelland, Danzig und Österreich“). Als einer von zehn Dezernatsleitern war er neben dem Amtschef Diels und seinem Stellvertreter Hans Volk damit einer der zwölf ranghöchsten Beamten, die der Behörde zu diesem Zeitpunkt angehörten.
Richter-Brohm war an der Beschlagnahmung und Enteignung des Frankfurter Instituts für Sozialforschung beteiligt. An das von Max Horkheimer geleitete Institut ging mit Datum vom 14. Juli 1933 folgender, mit „Dr. Richter-Brohm“ gezeichneter Brief der Gestapo:

„Auf Grund der §§ 1 und 3 des Gesetzes über die Einziehung kommunistischen Vermögens vom 26. Mai 1933 – RGBl.I S. 293 – wird das in Frankfurt a. M. befindliche Institut für Sozialforschung beschlagnahmt und zugunsten des Freistaats Preussen eingezogen, da das genannte Institut staatsfeindliche Bestrebungen gefördert hat.“

Den Nachkriegsaussagen von Rudolf Diels und Heinrich Schnitzler zufolge war Richter-Brohm des Weiteren während seiner Zeit im Geheimen Staatspolizeiamt an den Intrigen des SD-Chefs Reinhard Heydrich gegen Diels und seine Mitarbeiter beteiligt, die schließlich zum Sturz von Diels als Gestapo-Chef und zur Übernahme des Gestapas durch Heydrich und die SS führten.
Spätestens nach der Ernennung Heydrichs zum Gestapo-Chef im April 1934, wahrscheinlich aber bereits zum 21. März 1934, schied Richter-Brohm aus dem Gestapa aus. Zum 20. April 1934 wurde er durch den Preußischen Innenminister unter Ernennung zum Regierungsassessor in die Staatliche Polizeiverwaltung aufgenommen und an das Polizeipräsidium Berlin überwiesen, was zugleich sein Ausscheiden aus dem Justizdienst einschloss.
Anfang Juni 1934 wurde er im Rang eines Direktors Leiter der juristischen Abteilung der Mannesmann AG in Düsseldorf.
Ab 1939 war Richter-Brohm in leitender Funktion bei der zu Mannesmann gehörenden Prager Eisen-Industriegesellschaft. Ab 1942 wirkte er als Generaldirektor der Böhmisch-Mährischen Maschinenfabrik AG. Laut Christoph Graf sei er während des Krieges hoher SD-Führer gewesen.
Richter-Brohm trat zum 1. April 1933 in die NSDAP ein (Mitgliedsnummer 1.773.284). Einem Spiegel-Artikel von 1960 zufolge gab er sein Parteibuch bereits 1933 zurück. Seine Akte beim Obersten Parteigericht der NSDAP, die bis in das Jahr 1943 reicht, bezeichnet ihn dagegen noch zu diesem Zeitpunkt als „Parteigenossen“. Ausweislich der Akte war 1934 ein durch den Gau Groß-Berlin angestrengtes Parteigerichtsverfahren gegen Richter-Brohm mit dem Ziel des Ausschlusses anhängig: Die Gründe des Verfahrens lassen sich den erhaltenen Unterlagen nicht entnehmen. Die präziseste Angabe in dieser Sache findet sich in einem Schreiben der Gauleitung Groß-Berlin vom 2. Mai 1934 an das Oberste Parteigericht, in dem es heißt:
„Nach Durchsicht der Beschuldigungen kam das Gaugericht im Ermittlungsverfahren zu der Überzeugung, dass der Vg. [= Volksgenosse] Richter-Brohm für die Bewegung untragbar ist.“
Zu einem Parteiausschluss Richter-Brohms kann dieses Verfahren jedoch nicht geführt haben: Dies belegt schon der bereits erwähnte Umstand, dass die OPG-Akte Schriftstücke aus späteren Jahren – 1938 bis 1943 – enthält, die ihn nach wie vor als Parteimitglied bezeichnen und unter der alten Mitgliedsnummer führen.

### Nachkriegskarriere
1947 erhielt Richter-Brohm den Posten eines Generaldirektors bei den Vereinigten Österreichischen Eisen- und Stahlwerken (VÖEST) in Linz an der Donau. Als öffentlicher Verwalter des Staatsbetriebs war er dort an der Durchsetzung des neuentwickelten Linz-Donawitz-Verfahrens zur Stahlerzeugung beteiligt. Nachdem ihm von Seiten der an der Großen Koalition beteiligten SPÖ Unregelmäßigkeiten vorgeworfen wurden, löste Walter Hitzinger ihn am 1. Juli 1952 als VÖEST-Verwalter ab.
Seit 1952 beriet Richter-Brohm die Bayerische Staatsbank in München in Industriefragen. 1955 übernahm er den Vorsitz im Vorstand der Pintsch-Bamag AG in Butzbach.
In den 1950er Jahren erwarb Richter-Brohm sich den Ruf eines effektiven Unternehmenssanierers. 1957 wurde er zum Vorstandsvorsitzenden der in finanzielle Bedrängnis geratenen BMW AG gewählt. Vom Großaktionär Deutsche Bank wurde er mit der Reorganisation der BMW AG beauftragt. Er sollte für das Unternehmen ein langfristiges Produktionsprogramm ausarbeiten. Nach einer Zuspitzung der finanziellen Notlage der BMW AG und dem Scheitern eines Übernahmeangebots der Daimler-Benz AG nach der Hauptversammlung 1959 legte er sein Mandat zum 26. Februar 1960 nieder und schied zum 1. März 1960 aus der Leitung der Gesellschaft aus. Seinen Lebensabend verbrachte er in Bad Homburg vor der Höhe.

## Schriften
- Die Verschwiegenheitspflicht des Beamten. Greifswald 1927 (zugleich Dissertation, Universität Marburg 1927).

## Archivalien
- Bundesarchiv Berlin: Akte des Obersten Parteigerichts zu Heinrich Richter-Brohm (Bestand OPG: Mikrofilm H 92 "Richter, Felix – Richter, Kurt", Bilder 1755–1790).
- Bundesarchiv Berlin: Personalakte Heinrich Richter-Brohm beim Reichsjustizministerium (R 3001/72227)